# Secretaris-generaal
De secretaris-generaal (letterlijk: 'algemeen secretaris') is de hoogste (ambtelijk) functionaris binnen een publieke organisatie enerzijds of een lid van het senior management van een private onderneming, verantwoordelijk voor corporate governance en formele rapportering uit de bedrijfsorganen, anderzijds.

## Voorbeelden

### Private sector
- secretaris-generaal (management)

### Ministeries en kabinetten
- secretaris-generaal van een Nederlands ministerie
- secretaris-generaal van het Élysée

### Internationale organisaties
- secretaris-generaal van de Verenigde Naties (tevens voorzitter)
- secretaris-generaal van de NAVO (tevens voorzitter)
- secretaris-generaal van de Volkenbond
- secretaris-generaal van de Arabische Liga
- secretaris-generaal van de Raad van Europa
- secretaris-generaal van de West-Europese Unie
- secretaris-generaal van het Europees Parlement
- secretaris-generaal van de Europese Commissie
- secretaris-generaal van de Raad van de Europese Unie
- secretaris-generaal van de Raad van Europa
- secretaris-generaal van het International Institute for Democracy and Electoral Assistance
- secretaris-generaal van de Organisatie voor Economische Samenwerking en Ontwikkeling
- secretaris-generaal van de Bisschoppensynode

### Communistische landen
In communistische landen is de secretaris-generaal van de communistische partij vaak niet alleen de hoogste functionaris van die partij, maar ook de feitelijke machthebber van het land:
- secretaris-generaal van de Communistische Partij van China
- secretaris-generaal van de Communistische Partij van de Sovjet-Unie

Elders wordt de feitelijke leider aangeduid als partijvoorzitter, in Noord-Korea ook voorzitter van de Commissie voor Staatszaken.